# Timothy Beck
Timothy Beck (ur. 2 stycznia 1977 w Assen) – holenderski sportowiec, bobsleista oraz lekkoatleta, specjalizujący się w krótkich biegach sprinterskich. Uczestnik zimowych igrzysk olimpijskich w Salt Lake City (2002) oraz letnich igrzysk olimpijskich w Atenach (2004).

## Sukcesy bobslejowe
- 17 m. w czwórce na olimpiadzie – 2002
- 7 m. w czwórce na mistrzostwach świata FIBT – 2009

## Sukcesy lekkoatletyczne
- brązowy medalista mistrzostw świata w biegu sztafetowym 4 × 100 metrów – 2003
- mistrz Holandii w biegu na 100 metrów – 2003[2]
- dwukrotny halowy mistrz Holandii w biegu na 60 metrów – 2003, 2004[3]

## Lekkoatletyczne rekordy życiowe
- bieg na 60 metrów (hala) – 6,71 – Gandawa 21/02/2004
- bieg na 100 metrów – 10,43 – Utrecht 10/07/2004